# Pierre Chesneau
Pierre Chesneau est un footballeur international français né le 10 avril 1902 à Boufarik, dans l'Algérie française.

## Biographie
Joueur du FC Blidéen de 1923 à 1924, il participe aux Jeux olympiques de 1924 avec l'équipe de France. Il est aussi le premier Français d'Algérie sélectionné en bleu, le 4 juin 1924.